# Robert Korzeniowski
Robert Marek Korzenioswski (Lubaczów, 30 de julho de 1968) é um ex-atleta polonês e o maior marchador de todos os tempos, tetracampeão olímpico e tricampeão mundial da marcha atlética nas duas distâncias oficiais desta modalidade do atletismo. Faz parte de uma seleta lista de atletas a vencer três vezes seguidas a sua prova no atletismo dos Jogos Olímpicos, junto a nomes como Carl Lewis (salto em distância), Al Oerter (lançamento de disco), Viktor Saneyev (salto triplo) e Usain Bolt (100 m e 200 m).

## Carreira
Em seus primeiros Jogos Olímpicos, Barcelona 1992, "Korzen", como é chamado, foi desclassificado na prova dos 50 km quando se encontrava em segundo lugar e desistiu da prova dos 20 km, que também disputava.
A partir daí, conquistou um bronze no Mundial de Gotemburgo 1995, um ouro no Mundial de Atenas 1997 e passou a colecionar medalhas de ouros olímpicas e mundiais. Venceu a marcha dos 50 km, a mais longa prova do atletismo, consecutivamente nos Jogos de Atlanta 1996, Sydney 2000 e Atenas 2004, conseguindo em Sydney o feito de ganhar o ouro também na marcha mais curta de 20 kms, com sete dias de diferença entre as duas. Ele chegou originalmente em segundo nesta prova, mas acabou ficando com a medalha de ouro após a desclassificação do mexicano Bernardo Segura, que cruzou a linha de chegada 1s à frente de Korzenioswski. Além das quatro medalhas olímpicas, também conquistou três ouros no Campeonato Mundial de Atletismo, em Atenas 1997, Edmonton 2001 e Paris 2003.
Ele se retirou das competições após a vitória em Atenas, passando a trabalhar na televisão estatal polonesa, onde exerceu entre 2005 e 2007 o cargo de chefe do departamento de esporte e entre 2007 e 2009 foi o diretor-geral do TVP Sport, um novo canal esportivo, onde criou uma nova maneira de mostrar esportes, eliminando transmissões ao vivo e focando a programação na história dos esportes em geral e em entrevistas e debates esportivos.
Condecorado pelo governo polonês nos graus de cavaleiro, oficial e comandante da Ordem da Polônia Restituta, uma das mais importantes comendas do país, atualmente ele também está envolvido em diversas atividades junto ao Comitê Olímpico Internacional.